# Землетрус на озері Хебген (1959)
Землетрус 1959 року в озері Хебген (також відомий як землетрус у Йеллоустоуні 1959 року) стався на заході Сполучених Штатів 17 серпня о 23:37 (MST) на південному заході Монтани.
Землетрус магнітудою 7,2 бала за шкалою моменту  спричинив величезний зсув, загинуло понад 28 осіб і завдавши збитків на 11 мільйонів доларів США (еквівалентно 102 доларам США). мільйонів у 2021). Зсув перекрив течію річки Медісон, в результаті чого утворилося озеро Квейк. Значні наслідки землетрусу також відчувалися в сусідніх Айдахо та Вайомінгу, менші наслідки – у Пуерто-Рико та на Гаваях. 
Землетрус 1959 року був найсильнішим і найсмертоноснішим землетрусом, який вразив Монтану, другим є землетрус у Гелені 1935–36 років, у результаті якого загинули чотири людини. Це також спричинило найсильніші зсуви на північному заході США з 1927 року. 

## Землетрус
Землетрус стався об 11:37 вечора (MST) з магнітудою 7,2 M. Національна погодна служба повідомила, що землетрус тривав 30-40 секунд. Під час землетрусу навколишній ландшафт опустився на 6 метрів і ударні хвилі спричинили численні сейші, які протягом 12 годин йшли через озеро Хебген. Підштовхувана сейшами вода вилилася на дамбу Хебген, яка не зруйнувалася. Після підземних поштовхів було зареєстровано декілька поштовхів магнітудою від 5,8 до 6,3.
Землетрус стався в каньйоні Медісон, районі на захід від Єллоустонського національного парку. Кілька прилеглих кемпінгів на той час були зайняті відпочиваючими та туристами.

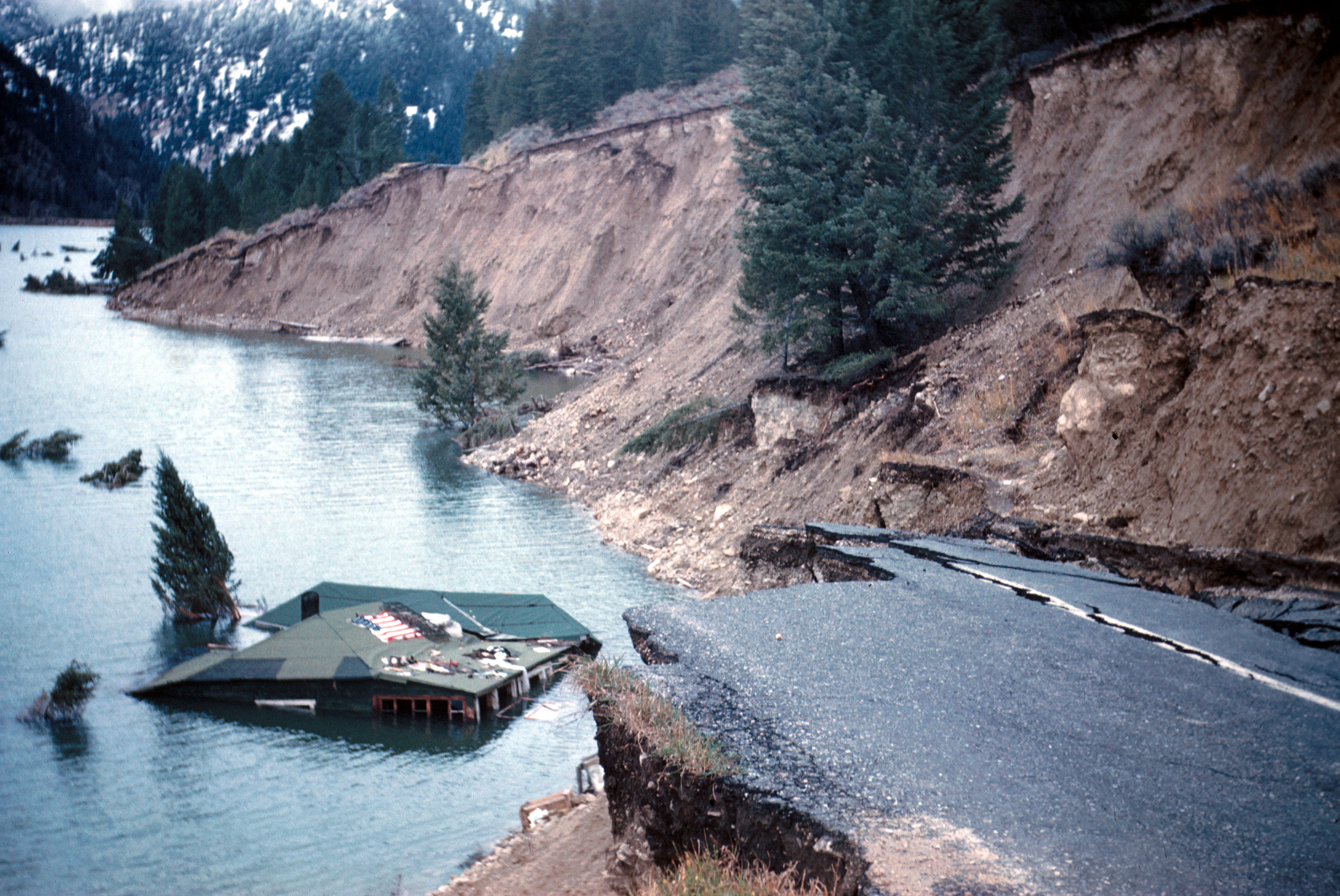
Шосе 287 впало в озеро Хебген, зображення 1959 року

Хоча оцінки магнітуди землетрусу 1959 року різняться (Геологічна служба Сполучених Штатів зафіксувала землетрус як у 7,3, так і  7,5, тепер ISC розраховує як 7,2 M) землетрус 1959 року можна порівняти з землетрусом у Сан-Франциско 1906 року як один із найсильніших землетрусів у Північній Америці,  позаду землетрусу 1964 року магнітудою 9,2 у Страсну п’ятницю на Алясці та землетрусів у Новому Мадриді 1811–1812 років у Міссурі. Землетрус 1959 року також є найсильнішим землетрусом в районі Скелястих гір США разом із землетрусом магнітудою 6,9, який вразив Айдахо в 1983 році. Зсув, викликаний цим землетрусом, був найбільшим з тих пір, як землетрус у штаті Вайомінг у 1925 році спричинив зсув на суму 38 мільйрнів кубометрів породи та уламків, що призвело до загибелі 28 людей. Кількість загиблих у результаті землетрусу також була найвищою з часів землетрусу 1925 року та останньої на північному заході Сполучених Штатів з часів землетрусу в 1927 році, в результаті якого загинули семеро людей. Землетрус 1959 року також став найруйнівнішим землетрусом у штаті Монтана після землетрусів 1935–1936 років, у результаті яких загинули чотири людини. Район озера Хебген також знову зазнав землетрусів у 1964, 1974, 1977 та 1985 роках.

### Ефекти
Кількість зсувів, спричинених землетрусом, становив 38 мільйрнів кубометрів каміння, бруду та сміття вниз у долину та створили ураганний вітер, досить сильний, щоб підкидати автомобілі. У Медісон-Каньйоні зсув зніс сім'ю з семи осіб, п'ятеро з яких загинули. Також повідомлялося про ще двох летальних випадків у сусідньому озері Кліфф на півдні. У Рок-Крік туристів, які розташувалися там, застали зненацька землетрус і зсув, які знесли їх у струмок. Землетрус спричинив сейш, який затопив трейлери та намети, вирвав дерева та поранив ще одну людину. 

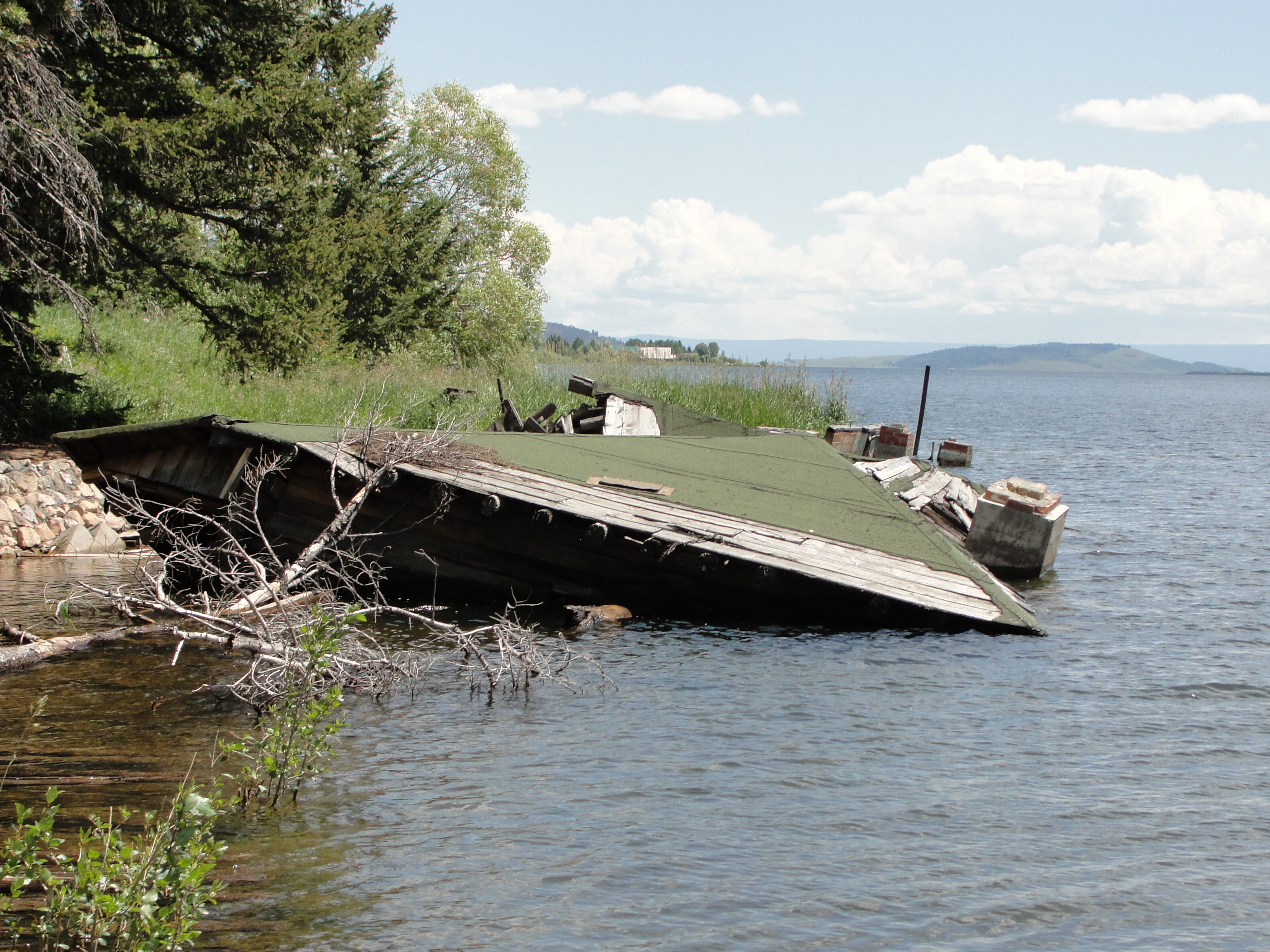
Руйнування будинку внаслідок землетрусу, липень 2009 року

У сусідньому національному парку Єллоустоун з'явилися нові гейзери та тріщини. Поблизу Старого Служаки землетрус пошкодив Old Faithful Inn, змусивши гостей евакуюватися. Зсуви, спричинені землетрусом, заблокували дорогу між Мамонтом і Олд-Фейтфулом, пошкодивши міст у парку. Повідомляється про одну травму, коли жінка зламала зап'ястя. У Белграді, Монтана, землетрус пошкодив вимірювальне обладнання, розміщене на 30 метрів колодязь. Землетрус також перервав телефонний зв’язок між Бозменом і Єллоустоуном, а саме місто Бозмен зазнало помірних пошкоджень будинків і будівель. Будівлі університету штату Монтана також постраждали від землетрусу. У Б'юті землетрус спричинив зупинку маятникового годинника о 12:42 ранок (МСТ) та спричинив незначні пошкодження будинків.
Райони навколо озера Хебген також постраждали, оскільки землетрус спричинив підвищення частини озера на 2.4 метри. Дороги та шосе, що пролягали вздовж берегів озера, провалилися у воду. В Еннісі більшість жителів евакуювали через побоювання, що озеро Хебген може затопити місто. Пізніше евакуацію було скасовано, коли стало відомо, що зсув перекрив течію річки. У Вест-Єллоустоуні землетрус пошкодив будівлю суду та залізничну станцію.
| Держава | Повідомляється про смерть | Підтверджені смерті | Невраховані |
| ------- | ------------------------- | ------------------- | ----------- |
| Монтана | 0                         | 27                  | 1           |
| Айдахо  | 8                         | 0                   | 0           |

Землетрус також завдав руйнувань і загиблих за межами Монтани. У перевалі Рейнольдс у східному Айдахо зсув забрав життя ще восьми людей. Повідомляється, що сейсмічні хвилі від землетрусу були в Бойсе та Макс-Інн, штат Айдахо, спричинивши незначні пошкодження колодязя та каналізації. Остаточна кількість загиблих внаслідок землетрусу становила 28 осіб, хоча деякі газетні повідомлення припускали, що кількість загиблих досягала 50–60. 11 мільйонів доларів США (еквівалент 102.25 доларів США мільйонів у 2021) завдано збитків.

## Наслідки
Радіолюбитель K7ICM передав новини про землетрус об 11:43 вечора (MST). Об 11:50 вечора інший аматор із Айдахо зв’язався з поліцією штату Айдахо, яка, у свою чергу, зв’язалася зі своєю штаб-квартирою в Бойсе. Дорожній патруль штату Монтана, цивільна оборона штату Монтана та Департамент риби, дикої природи та парків Монтани також отримали інформацію про землетрус та його наслідки. Географія регіону та збитки від землетрусу порушили та/або перешкодили радіозв’язку, що ускладнило передачу точної інформації про наслідки землетрусів. 
Відділ Американського Червоного Хреста округу Йеллоустоун, Армія порятунку та інші місцеві, національні та інші організації з багатьох штатів надіслали допомогу постраждалим від землетрусу. Червоний Хрест також створив тимчасове житло в Боузмані, а Департамент охорони здоров’я штату Вайомінг надіслав 200 трейлерів до району Єллоустоун для використання в якості лікарень. Оскільки більшість доріг у районі Йеллоустоун та навколо нього були або пошкоджені, або заблоковані зсувами та землетрусом, було залучено обладнання та персонал ВПС США та Лісової служби США, щоб транспортувати поранених до найближчих лікарень за межами міста. зону землетрусу та для виконання пошуково-рятувальних робіт у каньйоні Медісон. 300 людей, які опинились у каньйоні, були врятовані. Рятувальники знайшли п'ять  до дев’яти тіл у зоні землетрусу. Жителі містечка Енніс були евакуйовані до Вірджинія-Сіті і Батта.

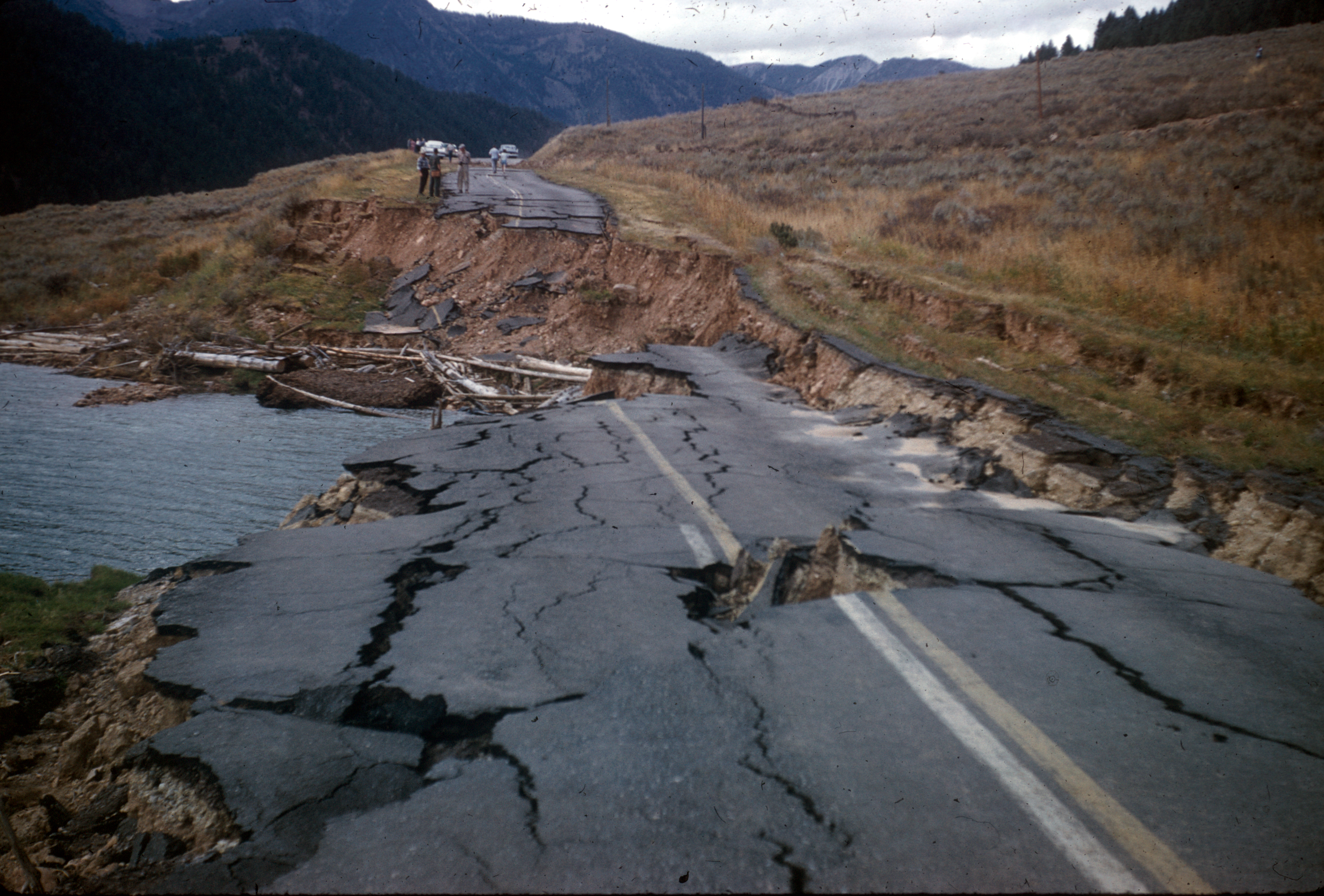
Пошкодження дороги внаслідок землетрусу, зображення 1959 року